# Месерреєс
Месерреєс (ісп. Mecerreyes) — муніципалітет в Іспанії, у складі автономної спільноти Кастилія-і-Леон, у провінції Бургос. Населення — 304 особи (2010).
Муніципалітет розташований на відстані близько 190 км на північ від Мадрида, 29 км на південь від Бургоса.

## Демографія
Динаміка населення (INE ):

## Галерея зображень

Панорама